# Erythronium americanum
Erythronium americanum là một loài thực vật có hoa trong họ Liliaceae. Loài này được Ker Gawl. miêu tả khoa học đầu tiên năm 1808.